# Lijst van burgemeesters van Hazerswoude
Dit is een lijst van burgemeesters van de voormalige Nederlandse gemeente Hazerswoude. Op 1 januari 1991 ging Hazerswoude op in de nieuwe gemeente Rijneveld (sinds 1993 hernoemd in Rijnwoude).
| Ambtsperiode          | Naam burgemeester                   | Partij of stroming | Bijzonderheden |
| --------------------- | ----------------------------------- | ------------------ | --- |
| ??                    | ??                                  |                    | |
| 1820 - 1849           | Egbert Hendrik Geraerds Thesingh    |                    | in 1824 schout, vanaf 1825 burgemeester; tevens notaris te Hazerswoude; ook lid geweest van de Provinciale Staten van Zuid-Holland en burgemeester van Hoogeveen (Rijnland) |
| 2 januari 1850 - 1852 | Dr. Nicolaas Lucas van der Vlies    |                    | tevens burgemeester van Hoogeveen |
| 15 maart 1852 - 1883  | Mr. Cornelis van der Vlies          |                    | tevens burgemeester van Hoogeveen (tot opheffing in 1855) |
| 1883 - 1895           | Cornelis Korteweg                   |                    | |
| 1896 - 1900           | Mr. Josua Bruijn                    |                    | voorheen burgemeester van Leimuiden |
| 1900 - 1917           | Cornelis Simon van Dobben de Bruijn | ARP                | van 1933 tot 1937 lid van de Tweede Kamer |
| 1917 - 1934           | Jan van der Meulen                  |                    | voorheen burgemeester van Nieuwerkerk aan den IJssel |
| 1934 - 1942           | Abraham Warnaar                     | ARP                | in 1945 teruggekomen |
| 1942 - 1945           | Frans (F.M.A.) Schokking            | CHU                | later onder meer burgemeester van Den Haag |
| 1945 - 1947           | Abraham Warnaar                     | ARP                | aansluitend burgemeester van Waddinxveen |
| 1948 - 1959           | Leo (L.J.) den Hollander            |                    | later burgemeester van Leerdam |
| 1959 - 1963           | Adrianus (A.) Smit                  | ARP                | voorheen burgemeester van Sprang-Capelle |
| 1964 - 1970           | C.G. van Dobben de Bruijn           | ARP                | vader C.S. van Dobben de Bruijn was van 1900 - 1917 ook burgemeester van Hazerswoude; zelf eerder burgemeester van Oud-Alblas en Zwammerdam                                 |
| 1970 - 1983           | Johannes (J.) ten Heuvelhof         | ARP / CDA          | |
| 1984 - 1990           | Hans (J.W.) Van der Sluijs          | VVD                | later burgemeester van Noordwijk |
| 1990 - 1991           | Hannie (J.) van Leeuwen             | CDA                | waarnemend |